# Szamszir

Szamszir

Szamszir (شمشیر) – szabla pochodzenia perskiego o charakterystycznej bardzo mocno zakrzywionej głowni (z racji swego kształtu zwanej ogonem lwa, per. szamszir).

## Budowa
Charakteryzowała się wąską głownią, na ogół niewyposażoną w pióro, silnie wygiętą od połowy długości. Wykonana zazwyczaj z wysokiej jakości stali damasceńskiej. Jelec z miękkiej stali lub żelaza, rękojeść otwarta, z okładzinami z rogu lub cenniejszych materiałów, jak kość słoniowa, zazwyczaj stosunkowo krótka, dostosowana do drobnej ręki.

## Historia
Szabla rozpowszechniła się w Persji po najeździe mongolskim w XIII wieku. Od szabel tureckich i indyjskich różni się skromnymi zdobieniami, zazwyczaj nie była zdobiona złotem, srebrem i kamieniami szlachetnymi; dość częste były inskrypcje, nierzadko specjalnie dostosowane do konkretnej broni. Jelce były także niedekorowane lub wycinane w proste, geometryczne wzory, z rzadka zdobione szlachetnymi metalami lub emalią. Do szabel tych używano pochew z drewnianych listewek, obłożonych skórą, z ryfkami do rapci i trzewikiem.
W XVI i XVII wieku broń ta była także spotykana na terenach Rzeczypospolitej, zwłaszcza na kresach wschodnich, gdzie docierała za pośrednictwem tureckim.
W Polsce szamszir o nietypowym, rozwidlonym sztychu, wzorowanym na legendarnym mieczu Mahometa, Zulfikarze, posiada w swojej kolekcji Muzeum Narodowe w Krakowie.

## Galeria

Szamszir z początku XVIII wieku, Hallwylska museet
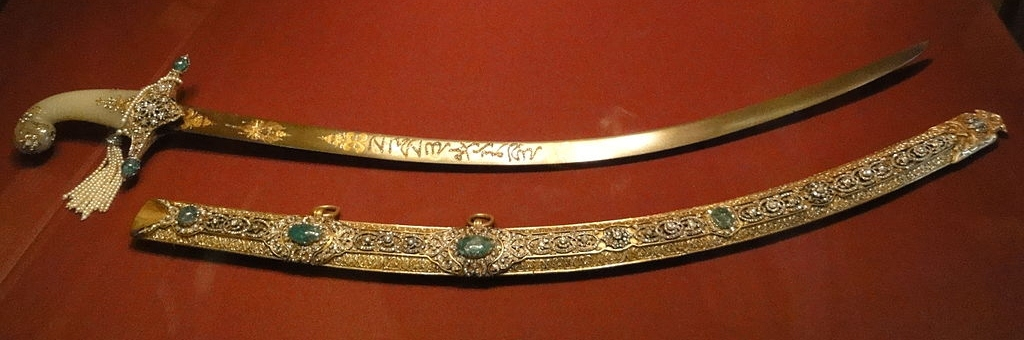
Bardzo bogato zdobiony szamszir z Metropolitan Museum of Art
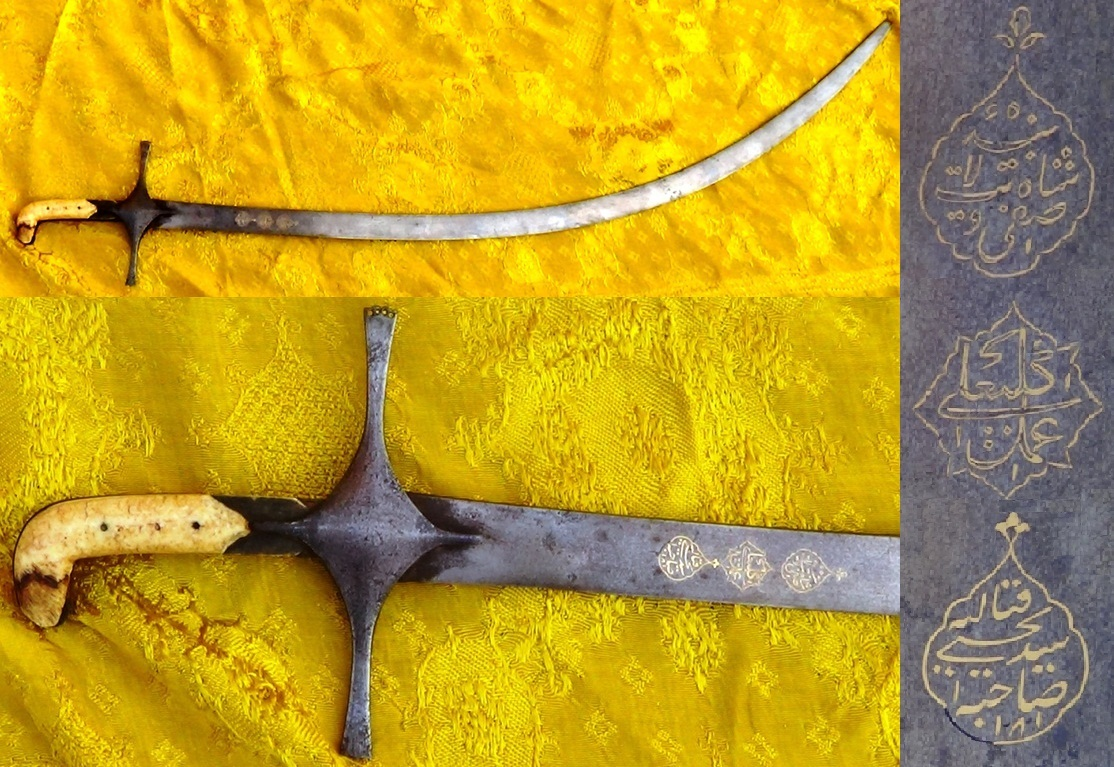
Szabla szaha Safiego z inskrypcjami